# 莫雷納山脈
莫雷納山脈（西班牙語：Sierra Morena，西班牙語發音：[ˈsjera moˈɾena]）是西班牙的山脈，位於該國南部，處於卡斯提亞-拉曼查和安達盧西亞，全長400公里，平均海拔高度800至1,000米，最高點海拔高度1,324米。植物有多种常绿灌木丛，主要有银、铅、铜、汞等矿藏。

## 外部連結
- Physical geography and geology of Spain （页面存档备份，存于）
- Virtual Cadastral

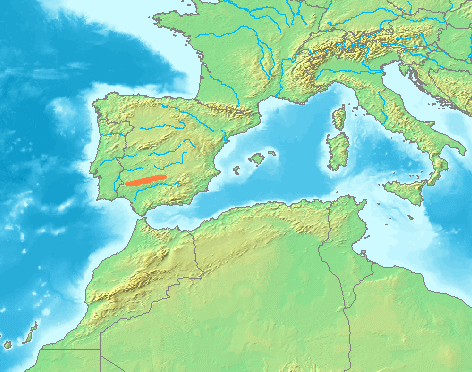

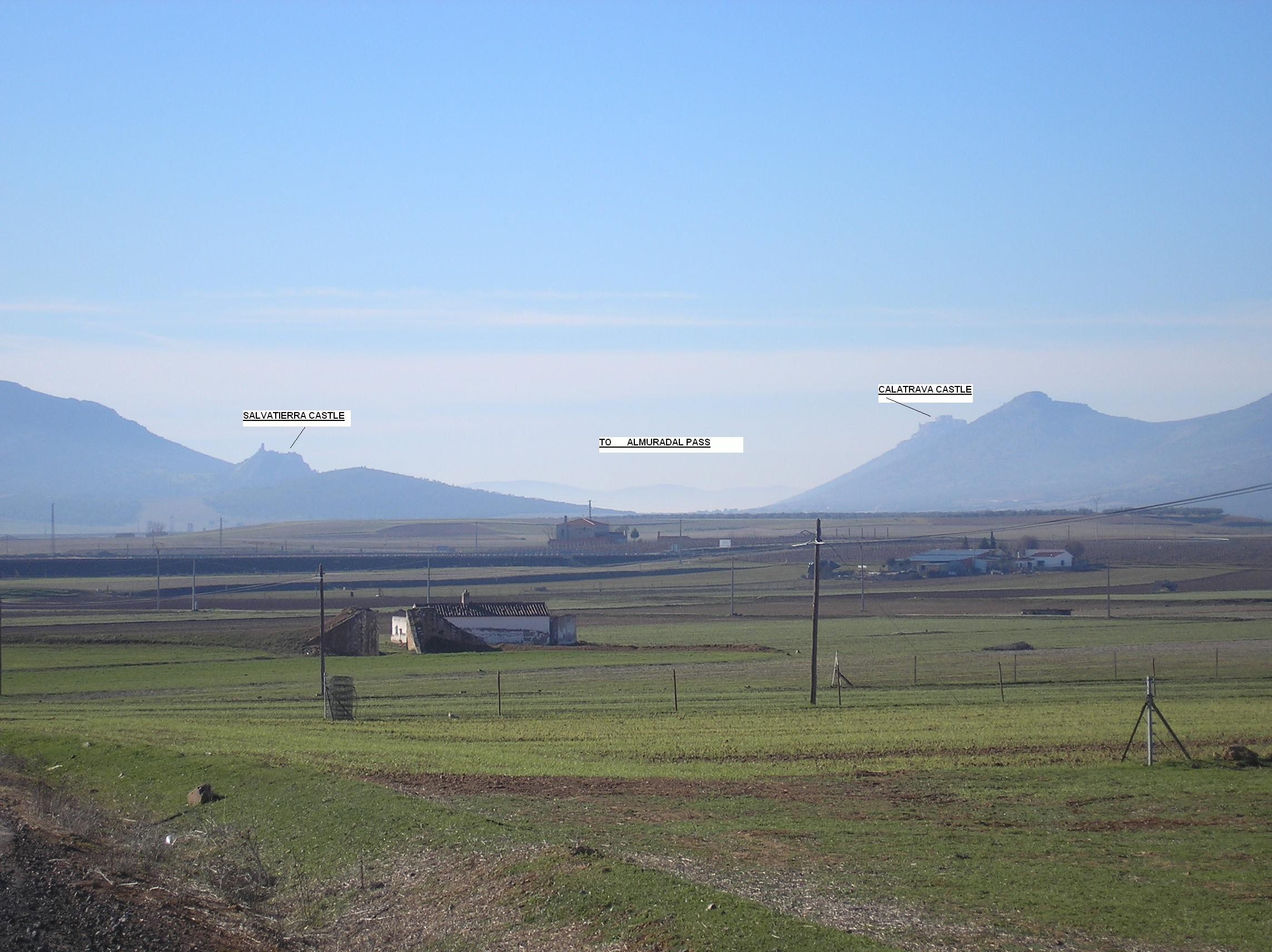

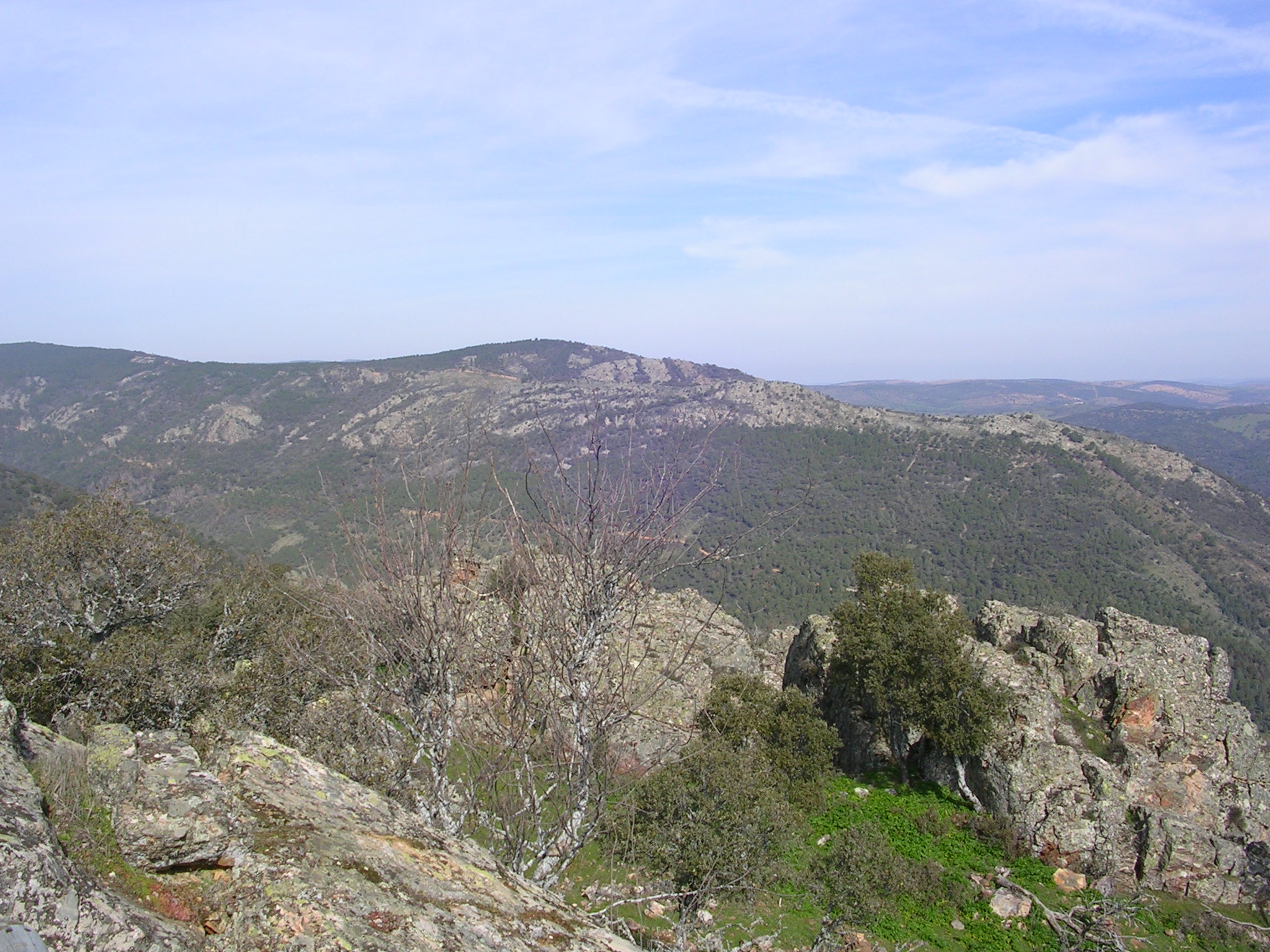

- Ordovician -Dobrotivian (Llandeillian Stage) to Ashgill- Crinoids from the Montes de Toledo and Sierra Morena